# 戈特弗里德·德恩
戈特弗里德·德恩（德語：Gottfried Döhn，1951年6月10日—），德国前男子赛艇运动员。他曾代表东德参加1976年和1980年夏季奥林匹克运动会赛艇比赛，获得二枚金牌。